# كوه يار
كوه يار، هو حاكم لعائلة الكارنويدان وحكم لفترة وجيزة عام 839 ميلادي حتى اغتياله.

## سيرته
كان كوه يار ابن كارن الثاني وكان له أخ يدعى مازيار والذي تم خلعه بعد ورثه لعرش أخيه عن حكم طبرستان عن طريق عمه ويندياميد وحاكم آل باوند شهريار. لكن مازيار عاد إلى حكم طبرستان بعد تغلبه على آل باوند بمساعدة من العباسيين. وتمت هزيمة شابور والذي ورث الحكم من أبيه شهريار، قتل بهدها شابور وويندياميد ووحد مازيار طبرستان تحت حكمه.
لكن مازيار قام لاحقا بالثورة على العباسيين بدعم كبير من السكان الزرادشتيين والذين بدؤا بنهب القرى المسلمة والأراضية الحدودية التابعة للعباسيين.
قام الخليفة المعتصم وعبد الله بن طاهر بإرسال خمسة جيوش دخلت طبرستان من جميع الاتجاهات. قلد مازايار أخاه كوه يار وحكم جبال الكارنويدان وكارين آل باوند لحكم شرق طبرستان. لكن طبرستان سقطت بسرعة أمام الجيش العباسي، وتم الإستيلاء على كثير من المدن عن طريق المفاجئة، وقامت كارين بخيانة مازيار بعد أن دعمت العباسيين مقابل إعادة تنصيبها كحاكمة لأملاك عائلته. قام أهالي ساري بالقيام ضد مازيار، حتى أن أخ مازيار كوه يار قام بخيانته واستطاع كوه يار تسليم أخاه للمعتصم.
تم جلب مازيار إلى سامراء حيث أعدم فيها، ومن ثم تم صلبه ووضع جسده بجانب بابك الخرمي. بعدها بفترة قصيرة تم اغتيال أخ مازيار كوه يار عن طريق الجنود الديالمة بسبب خيانته لأخيه. وضعت هذه الأحداث نهاية العائلة الكارنويدية مما أخلى الطريق للطاهرين بحكم طبرستان، وتم إعادة تنصيب كارين كحاكمة لآل باوند تحت حكم الطاهريين.